# Caneggio
Caneggio è una frazione di 333 abitanti del comune svizzero di Breggia, nel Canton Ticino (distretto di Mendrisio).

## Geografia fisica
Caneggio è situato nella valle di Muggio.

## Storia

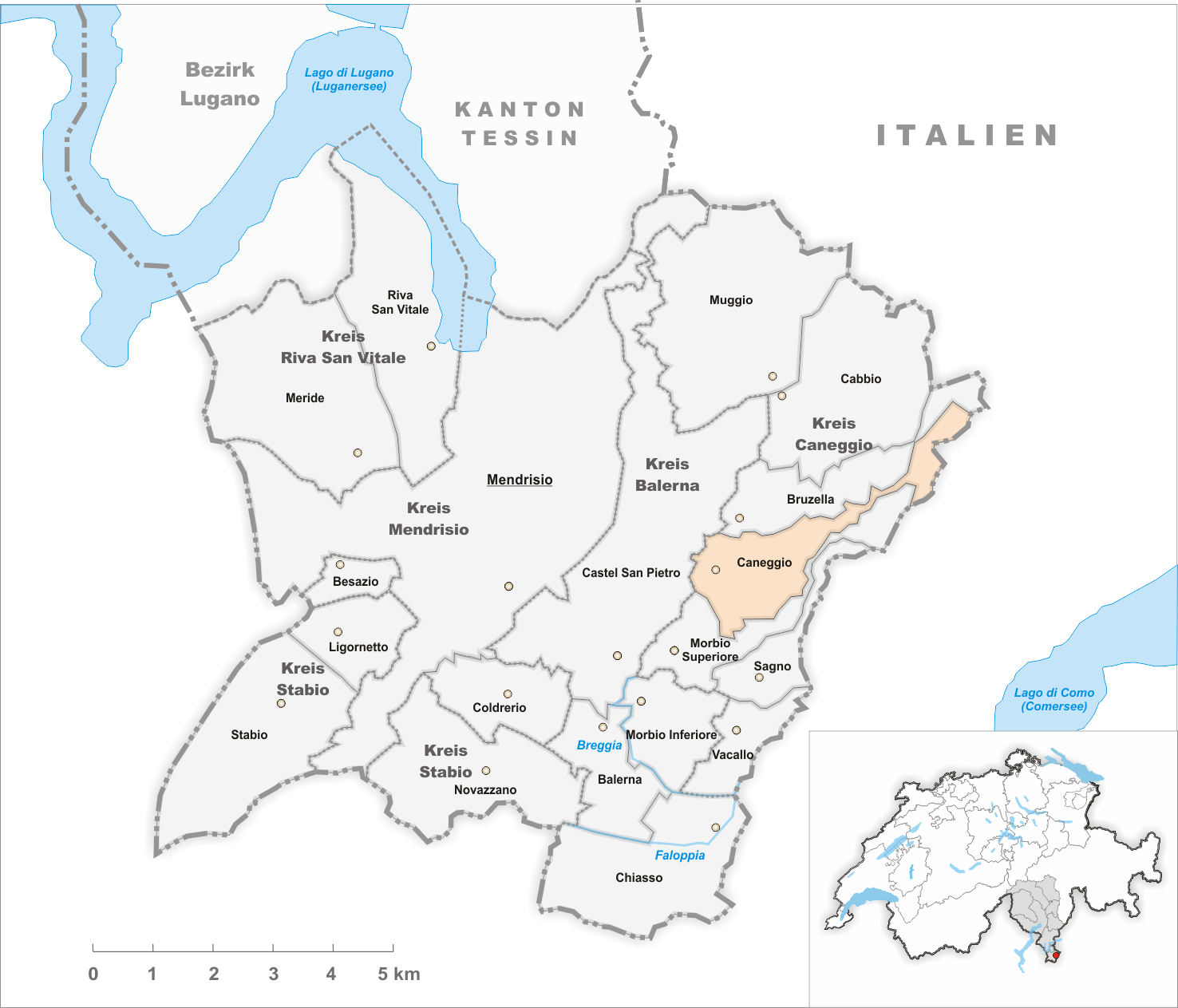
Il territorio del comune di Caneggio prima degli accorpamenti comunali del 2009

Già comune autonomo dal quale nel 2004 era stata scorporata la frazione di Campora, aggregata al comune di Castel San Pietro, e che si estendeva per 3,87 km², nel 2009 è stato accorpato agli altri comuni soppressi di Bruzella, Cabbio, Morbio Superiore, Muggio e Sagno per formare il comune di Breggia.

## Monumenti e luoghi d'interesse
- Chiesa parrocchiale di Santa Maria Assunta, attestata dal 1566[1];
- Oratorio di Sant'Antonio da Padova, eretto alla fine del XVI secolo[senza fonte].

## Società

### Evoluzione demografica
L'evoluzione demografica è riportata nella seguente tabella:
Abitanti censiti

## Amministrazione
Ogni famiglia originaria del luogo fa parte del cosiddetto comune patriziale e ha la responsabilità della manutenzione di ogni bene ricadente all'interno dei confini della frazione.